# Amicale Bucaille
L'Amicale Bucaille est un club français de basket-ball basé à Boulogne-sur-Mer.

## Histoire

### Basket-ball féminin
La section féminine de l'Amicale Bucaille est fondée lors de la saison 1945-1946. Elle évolue dans les championnats UFOLEP jusqu'en 1951 avant de rejoindre les compétitions fédérales de la Fédération française de basket-ball. Les basketteuses sont promues en Championnat de France Excellence en 1955 ; la saison 1955-1956 se termine sur une deuxième place de poule.
La saison 1956-1957 de l'Amicale Bucaille se conclut sur une finale de Coupe de France perdue contre l'AS Montferrand et un titre en Championnat de France Excellence remporté en finale contre le Nice UC ; l'équipe menée par l'internationale Alice Seillier accède pour la première fois en Championnat de France de Nationale (première division) lors de la saison 1957-1958.

### Basket-ball masculin
Jacques de Rette est l'entraîneur de l'Amicale Bucaille de 1948 à 1955, qu'il emmène jusqu'en Nationale II.
L'équipe masculine dispute le Championnat de France de basket-ball 1958-1959 en tant que promu. Le club termine dernier de sa poule, une place synonyme de relégation en Excellence.